# Monster Energy

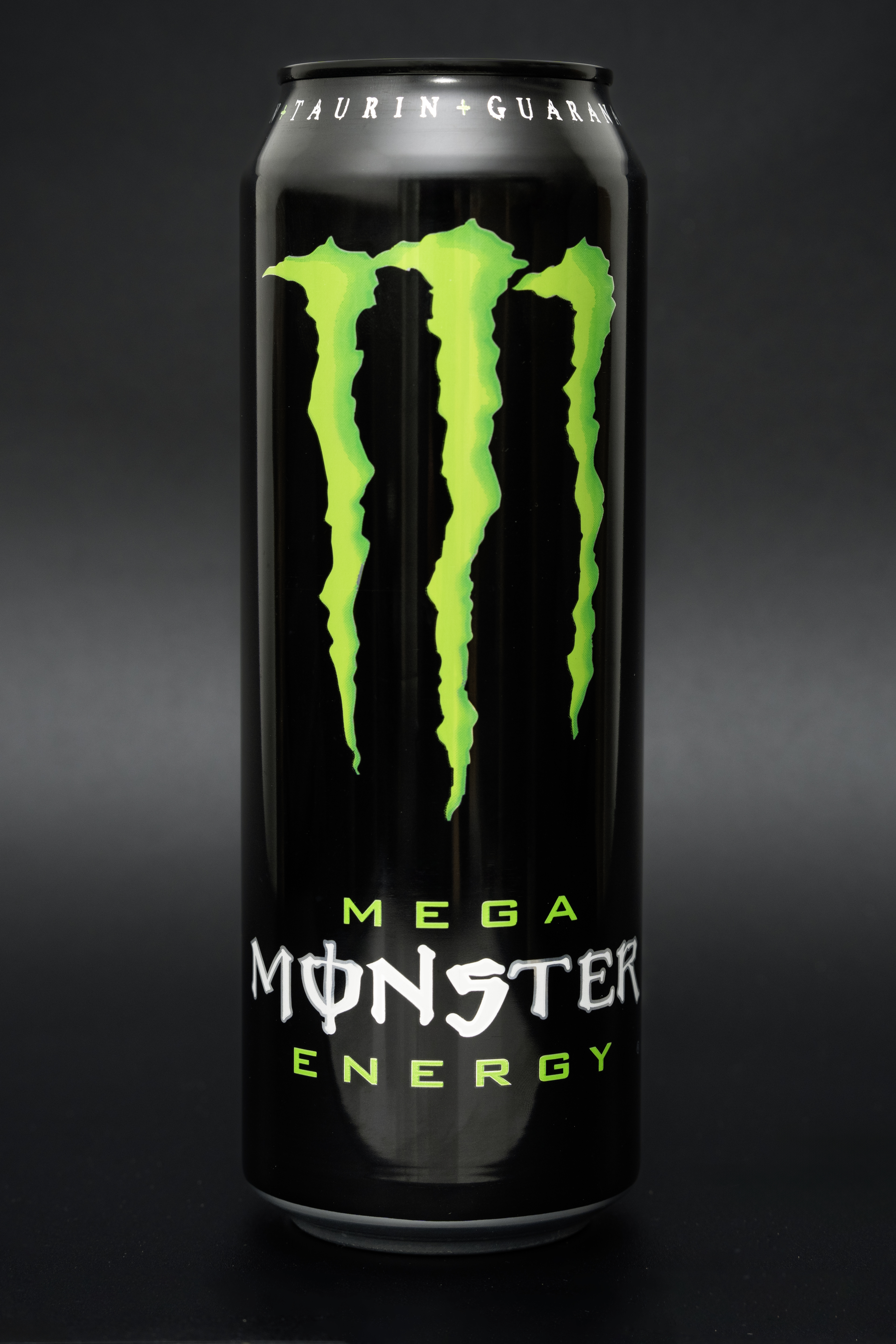
Eine Dose Monster Energy

Monster Energy ist ein Energydrink des US-amerikanischen Unternehmens Monster Beverage.

## Getränk
Monster Energy wird in Deutschland in der Standardgröße in 500-ml-Dosen verkauft, Sondergrößen gibt es in 553 ml und 568 ml (unter dem Namen Mega Monster) und in 355 ml. Die Dosen der Standardgeschmackssorte sind in einem Schwarzton bedruckt.
Auf der abgewinkelten Banderole unter dem Deckel wird mit den Inhaltsstoffen L-Carnitin, Taurin, Guaraná und Vitamin B geworben. Auf der Rückseite ist die übliche Nährwertkennzeichnung gemäß EG-Richtlinie 90/496/EWG und die Zutatenliste aufgedruckt.
Monster Energy wird vom US-amerikanischen Unternehmen Monster Beverage (vormals: Hansen Natural) produziert. Das Getränk wurde 2002 auf den dortigen Markt gebracht. Das Unternehmen Monster wurde 1997 gegründet. Die Monster Beverage Corporation gehört mehrheitlich Rodney C. Sacks und Hilton H. Schlosberg (seit 2015 hält die Coca-Cola Company einen Minderheitsanteil und hat weltweite Vertriebsrechte). Diese entwarfen mit einem Budget von sechs Millionen US-Dollar eine neue Strategie. Der Inhalt der Dosen wurde verdoppelt, der Preis jedoch beibehalten. Die Strategie war, im Vergleich zu Red Bull für den gleichen Preis doppelt so viel Energydrink verkaufen zu können. Mit dem verdienten Geld kauften sie die Firma Hansen Natural, das seit 1935 Fruchtsäfte produziert, eine Tochterfirma der Monster Beverage Company.

## Vertrieb
Der Vertrieb von Monster Energy begann in den Vereinigten Staaten im April 2002. In Deutschland ist Monster Energy seit 2009/10 auch in Supermärkten erhältlich. Vorher war es nur möglich, das Getränk in Onlineshops oder bei speziellen Importeuren zu erhalten. Coca-Cola kaufte 2014 einen 19,6%-Anteil an Monster Beverage für 2,15 Milliarden US-Dollar. Seit 2015 ist die Coca-Cola Europacific Partners GmbH Deutschland (CCEP) für den Vertrieb der Monster-Energy-Produkte verantwortlich.

## Monster-Energy-Produkte

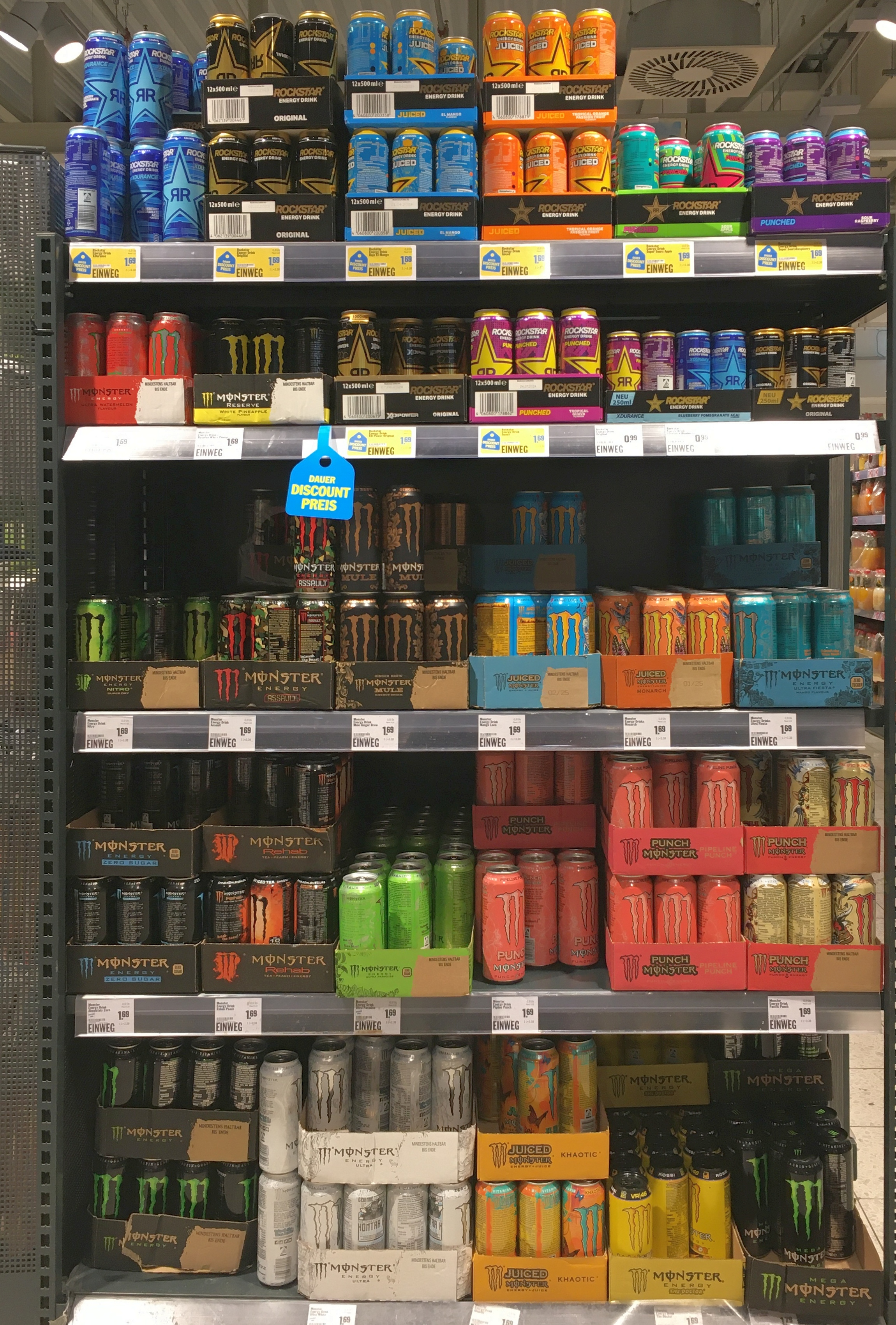
Supermarktregal in Deutschland mit verschiedenen Geschmacksrichtungen von Monster Energy und Rockstar Energy Drink (2023)

In Deutschland sind folgende Sorten im Handel.
| Bezeichnung                                    | Design                         | Geschmack                                       | Inhalt                         | Bemerkungen                                                       |
| ---------------------------------------------- | ------------------------------ | ----------------------------------------------- | ------------------------------ | ----------------------------------------------------------------- |
| Monster Energy                                 |                                |                                                 |                                |                                                                   |
| Energy                                         | Schwarz/Grün                   | Original                                        | 330 ml, 500 ml, 553 ml, 568 ml | 553-ml-Dose mit wiederverschließbarem Deckel                      |
| Energy Zero Sugar                              | Schwarz/Grün                   | Original                                        | 500 ml                         | Zuckerfrei und mit einem grünen Deckel, der das Monsterlogo trägt |
| Energy Absolutely Zero                         | Schwarz/Blau                   | Original                                        | 500 ml                         | Zuckerfrei                                                        |
| Energy Nitro                                   | Grün/Schwarz                   | Zitrone                                         | 500 ml                         |                                                                   |
| Energy Nitro Cosmic Peach                      | Orange/Schwarz                 | Pfirsich                                        | 500 ml                         |                                                                   |
| Mule Ginger Brew                               | Schwarz/Kupfer                 | Ingwer, Limette mit Energy                      | 500 ml                         |                                                                   |
| VR46 – The Doctor                              | Gelb                           | Orangenlimonade                                 | 500 ml                         | Signature Drink Valentino Rossi                                   |
| Assault                                        | Rot/Camouflage                 | Kirsch, Cola                                    | 500 ml                         |                                                                   |
| Reserve – White Pineapple Flavor               | Schwarz/Gelb                   | Ananas                                          | 500 ml                         |                                                                   |
| Reserve – Watermelon Flavor                    | Schwarz/Rot                    | Wassermelone                                    | 500 ml                         |                                                                   |
| Reserve – Orange Dreamsicle Flavor             | Schwarz/Orange                 | Orange, Vanille                                 | 500 ml                         |                                                                   |
| Lewis Hamilton – Zero Sugar                    | Blau/Violett/Türkis/Camouflage | Pfirsich, Nektarine, Magnesium-Brausetablette   | 500 ml                         | 2. Signature Drink Lewis Hamilton – Zuckerfrei                    |
| Monster Ultra                                  |                                |                                                 |                                |                                                                   |
| Ultra                                          | Weiß                           | Citrus                                          | 500 ml, 553 ml                 | Zuckerfrei; 553-ml-Dose mit wiederverschließbarem Deckel          |
| Ultra Paradise                                 | Grün                           | Apfel, Kiwi                                     | 500 ml                         | Zuckerfrei                                                        |
| Ultra Rosá                                     | Rosa                           | Erdbeere, Himbeere                              | 500 ml                         | Zuckerfrei                                                        |
| Ultra Fiesta                                   | Türkis                         | Mango                                           | 500 ml                         | Zuckerfrei                                                        |
| Ultra Gold                                     | Gold                           | Ananas                                          | 500 ml                         | Zuckerfrei                                                        |
| Ultra Watermelon                               | Rot                            | Wassermelone                                    | 500 ml                         | Zuckerfrei                                                        |
| Juiced Monster                                 |                                |                                                 |                                |                                                                   |
| Mango Loco                                     | Blau                           | Mango                                           | 500 ml                         |                                                                   |
| Monarch                                        | Orange                         | Pfirsich, Nektarine                             | 500 ml                         |                                                                   |
| Khaotic                                        | Gelb-orange                    | orange Zitrusfrüchte                            | 500 ml                         |                                                                   |
| Aussie Lemonade                                | Blau                           | Zitrone                                         | 500 ml                         |                                                                   |
| Pipeline Punch                                 | Pink                           | Maracuja, Orange, Guave                         | 500 ml                         |                                                                   |
| Pacific Punch                                  | Beige                          | Himbeere, Guave, Kirsche                        | 500 ml                         | Mehr Fruchtsaftzutaten                                            |
| Punch Mixxd                                    | Lila                           | Apfel, Kirsche, Cranberry                       | 500 ml                         | ehemals „Punch Ballers Blend“ (Barcode identisch)                 |
| Rio Punch                                      | Grün-gelb                      | Süße Papaya, Vanilleeis, schwarze Johannisbeere | 500 ml                         |                                                                   |
| Rehab Monster                                  |                                |                                                 |                                |                                                                   |
| Tea + Lemonade                                 | Schwarz/Gelb                   | Tee + Zitronenlimonade                          | 500 ml                         | Wenig Kalorien und ohne Kohlensäure                               |
| Peach Tea                                      | Schwarz/Orange                 | Pfirsichtee                                     | 500 ml                         | Wenig Kalorien und ohne Kohlensäure                               |
| laut Herstellerwebseite nicht mehr im Programm |                                |                                                 |                                |                                                                   |
| LH44 – Lewis Hamilton                          | Rot                            | Monster Taste mit Grape                         | 500 ml                         | Signature Drink Lewis Hamilton                                    |
| Ultra Citron                                   | Gelb                           | Zitrone                                         | 500 ml                         | Zuckerfrei                                                        |
| Ultra Red                                      | Rot                            | Fruit Punch                                     | 500 ml                         | Zuckerfrei                                                        |
| Ultra Sunrise                                  | Orange                         | Orange                                          | 500 ml                         | Zuckerfrei                                                        |
| Ultra Violet                                   | Violett                        | Traube, Herbsüß                                 | 500 ml                         | Zuckerfrei                                                        |
| Espresso Monster Milk                          | Rot/Gold/Schwarz               | Eiskaffee                                       | 250 ml                         | Eiskaffee                                                         |
| Espresso Monster Vanilla                       | Blau/Gold/Schwarz              | Eiskaffee mit Vanille                           | 250 ml                         | Eiskaffee                                                         |

In den Vereinigten Staaten gibt es aufgrund lockerer Nährstoffrichtlinien noch mehr Geschmacksrichtungen, beispielsweise Monster Khaotic aus der Juice-Reihe, das den deutschen Gesundheitsschutzrichtlinien nicht entsprach, aber dann doch in einer angepassten Version auf den europäischen Markt gebracht wurde.

## Gesundheitsrisiken
Immer wieder wird das vermeintlich sportliche Image von Energydrinks kritisiert. Durch den hohen Zuckergehalt, wie er auch im Monster-Drink enthalten ist, tritt oftmals Übergewicht auf. Nur der Taurin-Inhalt hat nachweislich positive Auswirkungen bei sportlichen Aktivitäten. Der hohe Koffeingehalt kann bei höherer Dosis gefährlich für den Körper sein. In Monster Energy ist eine Dosis von 32 mg/100 ml enthalten. Wegen dieses hohen Koffeingehalts kann eine Toleranzentwicklung mit Entzugserscheinungen (Coffeinismus), wie zum Beispiel Gereiztheit oder Nervosität, auftreten. Auf Dosen, die für Deutschland hergestellt werden, wird durch einen Aufdruck gewarnt:

„Erhöhter Koffeingehalt. Für Kinder und schwangere oder stillende Frauen nicht empfohlen (30mg/100ml). Für koffeinempfindliche Menschen nicht empfohlen. Verantwortungsvoll als Teil einer ausgewogenen und abwechslungsreichen Ernährung sowie eines gesunden Lebensstils verbrauchen. Nicht mit Alkohol mischen. Dose enthält eine Portion.“

Die WHO empfiehlt, die Abgabe von Energydrinks an Kinder und Jugendliche zu verbieten.

## Verbindung mit Todesfällen
Nachdem in den Vereinigten Staaten fünf Todesfälle mit dem Getränk in Verbindung gebracht wurden, untersuchte die Food and Drug Administration 2012 die Zubereitung und prüfte ein eventuelles Verbot. In den USA wurden wegen mehrerer Todesfälle Gerichtsverfahren geführt. Es kam zu keiner Verurteilung.

## Markenrechtliche Auseinandersetzungen
Im November 2023 verlor die Herstellerfirma zum zweiten Mal einen Prozess gegen die Davoser Kleinbrauerei Monstein (Gegründet 2000), der die Verwendung des Markennamens Monsteiner verboten werden sollte wegen der angeblichen Namens-Ähnlichkeit zu Monster.